# 十和田都市圏
十和田都市圏（とわだとしけん）は、青森県十和田市を中心とする都市圏である。

## 定義
金本良嗣・徳岡一幸によって提案された都市圏の1つ。細かい定義等は都市雇用圏に則する。一般的な都市圏の定義については都市圏を参照のこと。
2015年時点で、南部地方の1市2町（十和田市、六戸町、七戸町）からなる。

### 都市雇用圏（10% 通勤圏）[1]
十和田市を中心市とする都市雇用圏（10%通勤圏）の人口は約9万人（2015年国勢調査基準）。

#### 都市雇用圏（10% 通勤圏）の変遷
- 10% 通勤圏に入っていない自治体は、各統計年の欄で灰色かつ「-」で示す。

| 自治体 ('80) | 1980年                  | 1990年                  | 1995年                  | 2000年                  | 2005年                  | 2010年                  | 2015年                  | 自治体 （現在） |
| ------------ | ----------------------- | ----------------------- | ----------------------- | ----------------------- | ----------------------- | ----------------------- | ----------------------- | --------------- |
| 十和田市     | 十和田 都市圏 7万7582人 | 十和田 都市圏 9万0255人 | 十和田 都市圏 9万0696人 | 十和田 都市圏 9万0715人 | 十和田 都市圏 9万7260人 | 十和田 都市圏 9万3110人 | 十和田 都市圏 8万9561人 | 十和田市        |
| 十和田湖町   | 十和田 都市圏 7万7582人 | 十和田 都市圏 9万0255人 | 十和田 都市圏 9万0696人 | 十和田 都市圏 9万0715人 | 十和田 都市圏 9万7260人 | 十和田 都市圏 9万3110人 | 十和田 都市圏 8万9561人 | 十和田市        |
| 六戸町       | 十和田 都市圏 7万7582人 | 十和田 都市圏 9万0255人 | 十和田 都市圏 9万0696人 | 十和田 都市圏 9万0715人 | 十和田 都市圏 9万7260人 | 十和田 都市圏 9万3110人 | 十和田 都市圏 8万9561人 | 六戸町          |
| 七戸町       | -                       | 十和田 都市圏 9万0255人 | 十和田 都市圏 9万0696人 | 十和田 都市圏 9万0715人 | 十和田 都市圏 9万7260人 | 十和田 都市圏 9万3110人 | 十和田 都市圏 8万9561人 | 七戸町          |
| 天間林村     | -                       | -                       | -                       | -                       | 十和田 都市圏 9万7260人 | 十和田 都市圏 9万3110人 | 十和田 都市圏 8万9561人 | 七戸町          |

- 2005年（平成17年）1月1日 - （旧）十和田市と十和田湖町が新設合併して（新）十和田市となる。
- 2005年（平成17年）3月31日 - 七戸町と天間林村が新設合併し、（新）七戸町となる。